# Palec Kasandry
Palec Kasandry (norw. Cassandras finger) – powieść kryminalna norweskiego pisarza Gerta Nygårdshauga (w Polsce pod pseudonimem Gert Godeng), opublikowana w 1993, a w Polsce w 2008, w tłumaczeniu Grzegorza Skommera.
Jest piątą powieścią cyklu Krew i wino, w której występuje smakosz, znawca języków i detektyw amator Fredric Drum. Akcja rozgrywa się przede wszystkim w Oslo i okolicach (dolina Lommedalen). Drum poszukuje morderców swojego przyjaciela, konserwatora zabytków pracującego w Muzeum Narodowym w Oslo - Hallgrima Hellgrena. Do zabójstwa użyto prehistorycznego posążku Matki Ziemi, a w domu Hellgrena, w tajemniczy sposób znalazł się, przeniesiony z muzeum w Oslo, czterotonowy posąg asyryjskiego króla Aszurbanipala. Skomplikowana akcja prowadzi czytelnika m.in. do komuny punkowej w Oslo, do średniowiecznego grobowca biskupiego oraz na międzynarodowy kongres iluzjonistów.